# Michael Grenda
Michael Ronald Grenda OAM (* 24. April 1962) ist ein ehemaliger australischer Radrennfahrer.
1982 errang Michael Grenda bei den  Commonwealth Games in Brisbane die Goldmedaille in der Mannschaftsverfolgung mit Kevin Nichols, Michael Turtur und Gary West. Zwei Jahre später wurde er bei den Olympischen Spielen in Los Angeles Olympiasieger in derselben Disziplin, mit Nichols, Turtur und Dean Woods. In der Einerverfolgung belegte er Platz acht. 1984 gewann er den nationalen Titel in der Einerverfolgung. 
Grenda fuhr auch einige Sechstagerennen. Von 1986 bis 1991 war er Profi, jedoch ohne größere Erfolge.
Michael Grenda stammt aus einer Radsportfamilie: Sein Großonkel Alfred Grenda war vor dem Ersten Weltkrieg ein Star bei Sechstagerennen in Nordamerika. Auch sein Vater Ronald Grenda war Radrennfahrer, und sein Sohn Ben Grenda errang als Radprofi schon erste Erfolge. Er ist Träger der Medaille des Order of Australia.